# مارغوت إبيرت
مارغوت إبيرت (بالألمانية: Margot Ebert)‏ هي ممثلة ألمانية، ولدت في 8 يونيو 1926 بماغديبورغ في ألمانيا، وتوفيت في 26 يونيو 2009 ببرلين في ألمانيا.

## وصلات خارجية
- مارغوت إبيرت على موقع IMDb (الإنجليزية)
- مارغوت إبيرت على موقع ميوزك برينز (الإنجليزية)
- مارغوت إبيرت على موقع قاعدة بيانات الفيلم (الإنجليزية)
- مارغوت إبيرت على موقع كينوبويسك (الروسية)